# Oscar Beregi, Sr.
Dans le nom hongrois Beregi Oszkár, le nom de famille précède le prénom, mais cet article utilise l’ordre habituel en français Oszkár Beregi, où le prénom précède le nom.
Pour les articles homonymes, voir Oscar Beregi, Jr.
Oscar (ou Oszkár) Beregi (né Berger), aussi Oscar Beregi, Sr., né le 24 janvier 1876 à Budapest (Autriche-Hongrie) et mort le 18 octobre 1965 à Hollywood (Californie), est un acteur hongrois.

## Biographie
Oscar Beregi est apparu dans vingt-sept films entre 1916 et 1953. Il est connu pour son rôle du Dr Baum dans Le Testament du docteur Mabuse.
Il est le père de l'acteur Oscar Beregi, Jr.

## Filmographie partielle
- 1916 : Hófehérke : l'ingénieur Balassa Imre
- 1916 : Ártatlan vagyok! : Pierre, médecin militaire
- 1917 : A föld embere : l'ingénieur des mines
- 1917 : Gólyakalifa : le baron Tábori
- 1917 : Mire megvénülünk : Áronffy Lóránd
- 1918 : Károly bakák : Epres János
- 1919 : Ave Caesar! : le comte Alexis, capitaine mousquetaire
- 1919 : A tékozló fiú : Oszkár
- 1919 : Az aranyember : Tímár Mihály
- 1919 : Jön az öcsém : le petit frère
- 1922 : Meriota, die Tänzerin : Cesare Borgia
- 1922 : William Ratcliff
- 1923 : Kinder der Revolution
- 1924 : Das Gift der Borgia
- 1924 : Das verbotene Land
- 1924 : Vier Nächte einer schönen Frau
- 1924 : Die Tragödie einer Frau
- 1924 : L'Esclave reine (Die Sklavenkönigin) de Michael Curtiz : Amenmeses
- 1924 : Jiskor : The Count
- 1924 : Ssanin (en) de Friedrich Fehér et Boris Nevolin : Wladimir Petrowitsch Ssanin
- 1925 : Der Fluch de Robert Land : Jehuda Nachmann
- 1926 : The Love Thief (en) de John McDermott : Premier Ministre
- 1926 : The Flaming Forest de Reginald Barker : Jules Lagarre
- 1926 : Camille de Fred Niblo : Count de Varville
- 1926 : Femmes d'aujourd'hui (Butterflies in the Rain) d'Edward Sloman : Lord Purdon
- 1927 : The Woman on Trial de Mauritz Stiller
- 1928 : Liebe im Mai (en) de Robert Wohlmuth
- 1928 : Povara : George Stralila
- 1928 : Der Geliebte seiner Frau : Polizeikommissär Ralph Förster
- 1928 : Andere Frauen
- 1929 : Der Dieb im Schlafcoupée
- 1929 : Die Jugend am Scheideweg
- 1930 : Juwelen
- 1931 : A kék bálvány (en) de Lajos Lázár (en) : Turner, millionaire
- 1932 : Ein Auto und kein Geld (en) de Jakob et Luise Fleck
- 1933 : Le Testament du docteur Mabuse (Das Testament des Dr. Mabuse) de Fritz Lang : Dr Baum
- 1933 : Kísértetek vonata (en) de Lajos Lázár (en) : Dr Stirling
- 1933 : Iza néni (en) de Steve Sekely
- 1933 : La Marche de Rakoczi (Rákóczi induló) de Steve Sekely : Le baron Merlin Ádám, propriétaire terrien
- 1952 : Tout peut arriver de George Seaton : Oncle John
- 1953 : Le Grand Imprésario (en) de Mitchell Leisen : Dr Markoff
- 1953 : Appelez-moi Madame (Call Me Madam) de Walter Lang : Chamberlain
- 1953 : La Légion du Sahara de Joseph Pevney : Si Khalil